# Link (unitat de longitud)
El link (generalment abreujat com l, li. o lnk.), també anomenat link de Gunter (Gunter's link en anglès), és una unitat de longitud del sistema anglosaxó d'unitats, equival a 201,168 mil·límetre.
La unitat deriva del sistema de mesurament de Gunter, que utilitzava una cadena de metall de 100 baules (links, en anglès) en l'agrimensura dels béns immobles. Els links se solien utilitzar a l'imperi britànic anterior al segle xx, però han entrat en desús, excepte el furlong que encara s'utilitza per a una cursa hípica anglesa. Un link és exactament la 33/50 part d'un peu. Vint links fan un rod (16,5 peus). Un centenar de links formen una cadena. Un miler de links fan un furlong. Vuit mil links equivalen a una milla.
| 1 link | = | 0,01    | cadena      |
|        | = | 0,04    | rod         |
|        | = | 0,66    | peu         |
|        | = | 7,92    | polzades    |
|        | = | 201,168 | mil·límetre |

## ViccionariReferències
1. 1 2  «Measurement unit conversion: link [Gunter, survey]» (en anglès). Convert Units - Measurement Unit Converter.   ConvertUnits.com, s.d. [Consulta: 10 juliol 2019].
2. 1 2  Cardarelli, François. «UK Surveyors' Measure». A: Encyclopaedia of Scientific Units, Weights and Measures: Their Si Equivalences and Origins (en anglès). 4a ed 2006.  Springer Science & Business Media, 1999, p. 31. ISBN 9781852336820.
3. ↑  Carey, George G. A complete system of theoretical and mercantile arithmetic (en anglès).  Londres: Law and Whittaker, 1818, p. 169.[Enllaç no actiu]